# Antol Esterházy-Fraknó
Antol Esterházy-Fraknó, född 1676, död 1722, var en ungersk greve och statsman.
Esterházy-Fraknó var ursprungligen kejsartrogen, men blev efter 1703 en av huset Habsburgs hätskaste motståndare. Esterházy-Fraknó blev stamfar för den franska greven av huset Esterházy, Esterházy-Hallewyll, som utgick på manssidan 1876.